# HMS Hogue (1900)
HMS Hogue — британский броненосный крейсер типа «Кресси» спущенный на воду в 1900 году. После ввода в строй он был направлен на Китайскую станцию. В 1906 он был переведён в Североамериканскую и Вест-Индскую станцию до перевода в 1908 году в резерв. Выведен из резерва в начале Первой мировой войны, он сыграл незначительную роль в сражении в Гельголандской бухте, через несколько недель после начала войны. HMS Hogue, вместе с двумя однотипными судами, был торпедирован и потоплен немецкой подводной лодкой U-9 22 сентября 1914 года, потери экипажа составили 48 человек.

## Конструкция
Проектное водоизмещение «Хога» составило 12 193 т (12 000 длинных тонн). Корабль имел общую длину 143,9 м (472 футов), ширину 21,2 м (69 футов 6 дюймов) и проектную осадку при нормальном водоизмещении 7.92 м (26 футов). Он был оснащён двумя 4-цилиндровыми паровыми машинами тройного расширения, каждой с приводом на один вал, общая мощность 21 000 индикаторных лошадиных силы (15 660 кВт) и скорость 21 узел (39 км/ч; 24 миль/ч). Пар вырабатывали 30 паровых котлов Бельвиля. Максимальный запас угля — 1600 длинных тонн. Экипаж: до 760 офицеров и нижних чинов.

### Вооружение
Главный калибр состоял из двух 9,2-дюймовых (234 мм) пушек в одноорудийных башнях, в носу и корме. Установки имели угол возвышения до 15°, что обеспечивало для 170-кг снарядов максимальную дальность 14 200 м. Средний калибр состоял из 12 6-дюймовых орудий Mk VII, которые были расположены в казематах по бортам. Восемь из них были установлены на главной палубе и могли использоваться только в безветренную погоду. Они стреляли 45,4-кг снарядами и имели максимальную дальность 12 200 ярдов (11 200 м). Двенадцать 12-фунтовых пушек предназначались для защиты от миноносцев, восемь находились в казематах на верхней палубе и четыре в надстройке. Также на крейсере были два подводных 18-дюймовых (457 мм) торпедных аппарата.

### Бронирование
Крупповская броня. Главный броневой пояс был толщиной 152 мм и высотой 4,5 метра, спереди и сзади замыкался броневыми траверзами толщиной 127 мм. Броневая палуба имела толщину 25 мм, а от кормового траверза в корму её толщина составляла 76 мм. Толщина брони башен составляла 152 мм, толщина брони казематов была от 127 до 51 мм, боевой рубки — 305 мм. Длина броневого пояса — 70 м.

## Служба

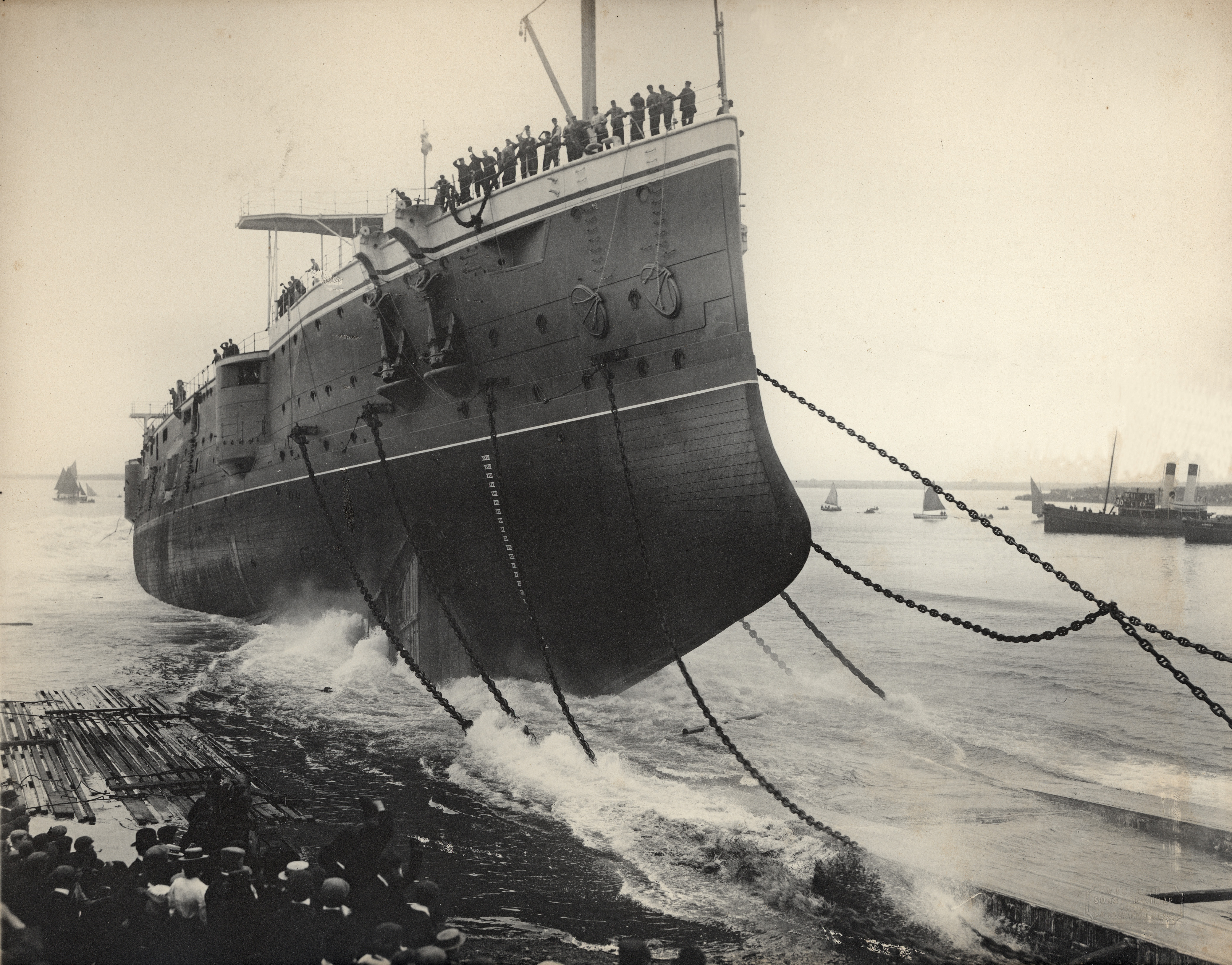
спуск на воду Hogue, 1900

Хог, названный в честь битвы при Ла-Хог, был заложен на верфи Vickers 14 июля 1898 и спущен на воду 13 августа 1900 года. Ходовые испытания окончились 19 ноября 1902 года.
Крейсер прошёл капитальный ремонт в Chatham Dockyard в 1912-13 и был назначен в 7-ю эскадру крейсеров вскоре после начала Первой мировой войны в августе 1914 года.

### Гибель

Схема атаки

## Комментарии
1. ↑  фактический ∅ торпед 17,72 дюйма (450 мм)